# Lekhitiske sprog
Lekhitisk omfatter tre sprog, der tales i Centraleuropa, hovedsageligt i Polen, og historisk også i Brandenburg, Mecklenburg og Vorpommern i det nordøstlige Tyskland. Sproggruppen er en gren af den større Vestslaviske sprogfamilie.

## Etymologi
Navnet lekhitisk eller Lechitic stammer fra det slaviske ord for polakker "lech" eller "lach" (tilsyneladende en forvrænget form af lyakh).
Slaver, der anvender sproget er også kendt som lechiter.

## Historie
Encyclopædia Britannica oplyser at "Lekhitisk sprog (stavet Lekhitic eller Lechitic) er en undergruppe af de Vestslaviske sprog, der består af polsk, kasjubisk og de uddøde slovinsk og polabisk. Alle disse sprog, undtagen polsk, betegnes undertiden som den pommerske undergruppe. I begyndelsen af middelalderen, før befolkningen var blevet fortysket, taltes de pommerske sprog og dialekter langs Østersøen, i et område, der strækker sig fra den nedre del af Wisla til Oder.
Kasjubisk og slovinsk overlevede til 1900-tallet og der er stadig et betydeligt antal af kasjubisk-talende i Polen og Canada. I 1990'erne uddøde polabisk, som grænsede op til sorbisk i det østlige Tyskland og blev talt af den slaviske befolkning omkring Elben indtil 16 – 1700-tallet. En ordbog og nogle sætninger, der er skrevet på sproget, eksisterer".
Efter de skiftende unioner med Litauen, har polsk haft en fremtrædende indflydelse på østslavisk blandt andet det vestlige rusinsk, en tidlig form for hviderussisk.

## Sprog
Det mest udbredte lekhitiske sprog er polsk (ISO 639-1 kode: pl, ISO 639-2 kode: pol), som er modersmål for ca. 36,5 mio. i Polen og i alt næsten 40 mio. på verdensplan. Polsk anses for at have flere dialekter, herunder storpolsk, lillepolsk og masovisk.
De andre lekhitiske sprog er:
- Kasjubisk (ISO 639-2 kode: csb), som i dag anvendes som modersmål af omkring 3.000 mennesker[6] i den polske del af Pommern;
- Schlesisk (ISO 639-3 kode: szl), som i dag anvendes som modersmål af omkring 60.000 mennesker[7] i den polske del af Schlesien og også i Tjekkiet.
- Slovinsk, uddødt siden begyndelsen af 1900-tallet, et sprog, der taltes i dele af Pommern, undertiden identificeret med kasjubisk som et samlet pommersk sprog (betragtes også som en dialekt af polsk);
- Polabisk (SIL-kode: pox), uddødt siden midten af 1700-tallet, et sprog, der tidligere taltes af slaviske folk i områderne omkring floden Elben i hvad der nu er nordøst for Tyskland.

### Nærmeste genetiske slægtninge
De lekhitiske sprogs nærmeste genetiske slægtninge er:
- Vestslavisk
  - Tjekkisk-Slovakiske sprog
    - Tjekkisk
    - Slovakisk
      - Østlige dialekter
        - Pannonisk [note 1]

  - Lekhitiske sprog
    - † Oldpolsk
      - Polsk

    - Schlesisk [note 2]
    - † Pommerske sprog
      - Kasjubisk

    - † Polabisk

  - Sorbiske sprog
    - Øvresorbisk
    - Nedresorbisk

  - † Knaanisk

Noter:

1. ↑  Alternativt opfattet som et østslavisk sprog, en ukrainsk dialekt, eller som en dialekt mellem vestukrainske dialekter og østslovakiske dialekter)
2. ↑  Nogle sprogforskere mener at schlesisk er en polsk eller oldpolsk dialekt, bortset fra Lach dialekter, som hører til det tjekkiske sprog

## Karakteristika for lekhitisk sprog
- Mutation af slavisk ě, e, ę før alveolære s til a,o, ǫ.
- Fortsættelse af Proto-slaviske dj, gě2, gi2 as d͡z, d͡zě, d͡zi.
- Mangel på g → ɣ overgang.
- Bevarelse af nasal vokal s.
- Den såkaldte fjerde palatalisering af alveolære konsonanter på polsk og kasjubisk (eks: bogyni → bogini).